# Blumea diffusa
Blumea diffusa là một loài thực vật có hoa trong họ Cúc. Loài này được R.Br. ex Benth. mô tả khoa học đầu tiên năm 1867.